# Lee So-youn
Lee So-youn, née le 16 avril 1993 à Suwon, est une patineuse de vitesse sur piste courte sud-coréenne.

## Biographie
Lee So-youn commence le short-track à dix ans à Gwacheon. En club, elle est entraînée par Shin Woo-Chul.
Lors de sa première saison de coupe du monde en 2012/2013, elle remporte le 1000 mètres dans la première manche de la saison. La même saison, à Nagoya, elle remporte le 1500 mètres. L'année suivante, elle gagne également une médaille d'argent en coupe du monde au 1000 mètres.
Au cours de la saison de Coupe du monde de patinage de vitesse sur piste courte 2023-2024, elle se place à nouveau 2e au 1000 mètres, derrière Kristen Santos-Griswold et devant sa compatriote Seo Whi-min.